# For Life Music
Pour les articles homonymes, voir For Life.
For Life Music Entertainment (フォーライフミュージックエンタテイメント) est un label musical japonais.
Il est créé en 1975 sous le nom For Life Record (フォーライフ・レコード). Ses disques sont d'abord distribués par la maison de disque Pony Canyon jusqu'en 1996, puis par Ariola Japan (en) jusqu'en 1998, puis par Sony Music Entertainment Japan jusqu'en 2001.
Le label change de nom en 2002, et ses disques sont à nouveau distribués par Ariola Japan jusqu'en 2005, puis Pony Canyon jusqu'en 2008, Sony Music Entertainment jusqu'en 2009, et par Sony Music Distribution depuis.